# 李蘊華
李蘊華（1862年—1930年），字少川，陝西省綏德直隸州米脂縣人，清朝政治人物、同進士出身。
光緒十八年（1892年），参加光緒壬辰科殿試，登進士三甲53名。同年五月，著交吏部掣签分发四川，以知县即用
歷署合江、鹽亭、犍為、井研縣知縣，會理州、忠州知州，歷任冕寧太平等縣知縣，綏德縣知事